# Diga di Libby
La diga di Libby è una diga sul fiume Kootenai, nello stato del Montana.
Inaugurata il 24 agosto del 1975, la diga di Libby sbarra il fiume Kootenai a 17 miglia (27 chilometri) a monte della città di Libby. La diga di Libby è alta 422 piedi (129 m) e lunga 3.055 piedi (931 m). Il serbatoio della diga forma il lago Koocanusa, che si estende per 90 miglia (140 chilometri) a monte della diga ed ha una profondità massima di circa 370 piedi (110 m). Quarantadue miglia (68 chilometri) del lago di Koocanusa si trovano nella Columbia Britannica, in Canada. Il nome Koocanusa deriva dal nome del trattato stipulato dalla locale popolazione indiana dei Kootenai, il governo canadese e il governo degli Stati Uniti per la costruzione della diga. È la quarta diga costruita sotto il Trattato del fiume Columbia. Il fiume Kootenai è il terzo più grande affluente del fiume Columbia, contribuendo con quasi il 20% del totale dell'acqua del Columbia inferiore. Il bacino della diga di Libby trattiene una media di 7,2 km³ di acqua.
Il progetto per la realizzazione della diga fu affidato all'architetto Paul Thiry di Seattle, mentre le sue grandi opere di bassorilievo in granito furono commissionate allo scultore Albert Wein.
Per far posto alla diga, la città di Rexford fu trasferita in un luogo più in alto e venne scavato il Flathead Railroad Tunnel.

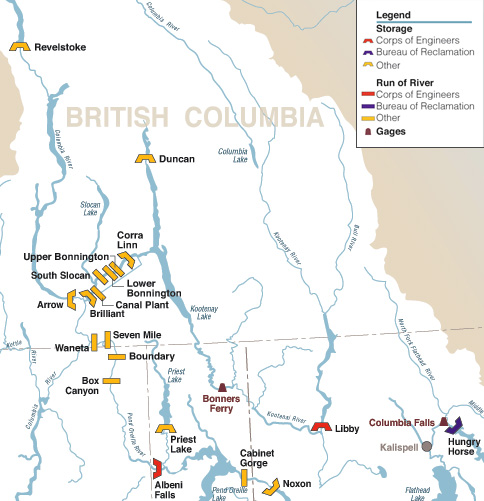
Mappa delle grandi dighe e bacini del fiume Kootenai

La diga è gestita dall'United States Army Corps of Engineers. A regime, nella diga possono scorrere fino a 4.500 m³/s di acqua. La diga è stata progettata con un sistema di prelievo selettivo che permette il passaggio dell'acqua da vari livelli del Lago Koocanusa. Questo consente agli operatori della diga di regolare la temperatura dell'acqua a valle.
Il fiume continua attraversando la città di Bonners Ferry, in Idaho, fino al Lago Kootenay e si unisce al fiume Columbia.
La diga di Libby possiede cinque turbine ed è in grado di generare 600 megawatt. L'elettricità è gestita dalla Bonneville Power Administration e serve otto stati: Montana, Idaho, Washington, Wyoming, California, Utah, Oregon e Nevada. Il ricavo dalla vendita di energia elettrica è introitato dal Tesoro degli Stati Uniti a rimborsare il costo di costruzione e di funzionamento dell'impianto.